# Третій Латеранський собор
Тре́тій Латера́нський собо́р — собор католицької церкви, скликаний Папою Римським Олександром III у березні 1179 року. На соборі були присутні, крім самого Папи Римського, 302 єпископи. Назва зазначеного собору походить назви місця його проведення — Латеранської базиліки (Рим).
Основними завданнями собору були такі:
- Подолання наслідків недавньої антипапської схизми;
- Засудження катарської та вальденської ересей;
- Відновлення церковної дисципліни.

Серед 27 канонів, прийнятих соборів, найважливішими є такі:
- Канон 1. Установив, що для уникнення повторення схизми, папа повинен обиратися винятково колегією кардиналів. Причому, претендент може вважатися законно обраним папою тільки в тому випадку, якщо за нього проголосували дві третини загального числа кардиналів. Якщо кандидат, що не з необхідного числа голосів, всупереч результатам голосування оголосить себе папою, він сам і його прихильники підлягають відлученню від церкви (екскомунікації).
- Канон 2. Анулював всі призначення й рішення, підготовлені антипапами Віктором IV, Пасхалієм III і Калікстом III. Всі ці антипапи оголошені єресіархами.
- Канон 3. Заборонив зведення в єпископський сан осіб, що не досягли тридцятирічного віку.
- Канон 7. Заборонив стягнення грошей за похорони, благословення й здійснення інших таїнств.
- Канон 9. Призвав войовничі ордена тамплієрів і госпітальєрів до дотримання канонічних положень.
- Канон 11. Заборонив духовним особам приймати жінок у своїх будинках і часто відвідувати жіночі монастирі.
- Канон 19. Установив обов'язкове відлучення від церкви для світських осіб, що вирішили стягувати податі із церков і віруючих без бажання духівництва.
- Канон 24. Заборонив поставки сарацинам будь-яких матеріалів, які могли б використовуватися для побудови ними флоту.
- Канон 27. Наказав світським правителям боротися з єресями.

Третій Латеранський собор через канонічне право забезпечив великий прогрес церковної організації й папської влади, але посилив тенденцію до закритості християнства. Хронологічно — це 11-й Вселенський собор.

## Учасники
- Папа Римський Олександр III
- Алан Лільський